# DJ Awards
Los DJ Awards son los premios internacionales de música electrónica de baile (EDM), que honran la figura del DJ/productor musical y la industria musical que apoya a este sector. Son celebrados anualmente en Pacha Ibiza a finales del mes de septiembre, coincidiendo con el cierre de las discotecas más importantes de Ibiza, desde 1998. Estos son conocidos internacionalmente como "Los Oscars de la comunidad DJ", siendo un evento que congrega en cada edición a lo más selecto del panorama internacional del EDM.
Los DJ Awards fueron creados conjuntamente entre José Pascual y Lenny Ibizarre para reconocer y celebrar el talento de los mejores DJs del mundo. La filosofía fundamental de los premios es la de no interferir como una competición sino como una celebración de la escena de música Dance, dando a conocer la capacidad artística de los Disc Jockeys en el panorama musical mundial.
Este es el único evento internacional para DJs celebrado en Ibiza, una isla que se convierte en la capital mundial de la música de baile durante los meses de verano. Así mismo es una de las ceremonias en este sector más longevas existentes en la actualidad y que conserva el mismo ethos desde su comienzo; honrar a todas aquellas personas que han influenciado e influencian hoy en día a la música Dance por todo el mundo.

## Categorías y Nominados
Los DJ Awards lanzan cada año a través de su website www.djawards.com, una serie de categorías y nominados que constantemente reflejan la evolución de la escena de la música electrónica. Todos los nominados son recomendados por un panel de profesionales que representan ampliamente el sector de la música dance mundial tales como; medios de comunicación, agencias de DJs, productores, promotores, fabricantes de tecnología y, por supuesto, los propios DJs. Este panel selecciona anualmente a los nominados en cada categoría y, tras su anuncio, es el público finalmente el que vota para decidir los ganadores finales, en una gala establecida en la conocida discoteca Pacha Ibiza. 
Estas categorías son cambiantes y responden a las necesidades propias del estilo de las producciones hechas en un año determinado o del reconocimiento que merezca cada uno de los sectores implicados en el avance de la música electrónica.

## El Premio - La "Kriptonita"
El trofeo de DJ Awards es una pieza de "Kriptonita" verde. Etimológicamente hablando la propia palabra criptonita desciende del griego Kryptos (elemento secreto u oculto, como la fuerza que se esconde tras el complejo lenguaje de los platos, que generan vibración y sensación con la que el DJ guía a la multitud hacia un estado de conciencia más elevado) y Nite (La vida nocturna y su cultura. Abreviatura moderna de night en las lenguas modernas. En la noche es cuando la gente, por diferente que sea la cultura de la que proceden, se unen finalmente como si fueran uno solo, bajo un latido común que comparte elementos de todos los rincones del mundo) y que conforman el sentido de aventura y sorpresa que se esconde una vez el sol se pone.
En una entrevista concedida a la revista española "Deejay" en su edición de septiembre de 2007, José Pascual cofundador de los premios, respondía así a la pregunta ¿Por qué escogisteis la Kriptonita como icono?

"Yo diría que ella nos escogió a nosotros. Quisimos que el trofeo fuera algo más, algo con significado. La idea de que fuera de cristal natural nos gustaba y después de hacer una encuesta entre gente de nuestro entorno, escogimos este por su componente energético, por la transparencia, por la facilidad de transporte...A alguien le pareció que se asemejaba a la Kriptonita de Superman, ese elemento extraterrestre que le quitaba la energía para dársela al DJ. Además la etimología de la palabra nos dice que "Kryptos" viene de mensaje oculto y "Nite" de noche, un mensaje muy afín al DJ, así que casual o causalmente todo vino rodado."

## La Mascota - "Snuffy"
Los DJ Awards tienen una mascota llamada "Snuffy", el cual es un cruce entre aquel famoso símbolo asociado con el Acid House (El Smiley) y un pequeño hombre verde. Según cuenta la leyenda de los premios acerca del primer contacto de esta mascota con uno de sus creadores:

...recuerdo perfectamente la fecha, pues fue un 12 de octubre. Estaba yo en el Torreón del Pirata, frente al islote de Es Vedrà, lugar mágico para las gentes de Ibiza, observando una maravillosa puesta de sol, cuando ya había oscurecido, de repente de la parte de atrás del islote vino hacia mí y a gran velocidad una bola de un verde intenso dejando tras de sí una estela luminosa, parándose frente a mí a muy poca distancia, cual fue mi sorpresa al ver a un ser del tamaño de mi puño de forma ovalada, aunque luego observé que su tamaño podía variar, y de un verde intenso fosforescente con dos grandes ojos que me miraban con mucha intensidad y un par de pequeñas antenas que oscilaban ligeramente. También observé que su color cambiaba dependiendo de la circunstancia. Totalmente aturdido por lo que estaba viendo, pero sin ningún tipo de miedo ni inquietud, él empezó a desplazarse a mi alrededor como inspeccionándome y en sus movimientos producía un sonido parecido a "Snuffy, Snuffy...". Pasado un tiempo, que no sé si fueron segundos o minutos, pues tuve la sensación de que el tiempo se hubiese detenido, se apoderó de mi una gran paz y justo en ese momento produciéndome un sobresalto desapareció a gran velocidad por la misma dirección en la que había venido. Al rato regresó con un gran objeto con apariencia de cristal que producía destellos, y parándose otra vez frente a mí, lo tiró contra el suelo rompiéndose en varios pedazos, los cuales, curiosamente tenían una forma parecida al islote de Es Vedrà. En todo momento tuvo una actitud amistosa y sus ojos reflejaban cierta picardía y una expresión burlona, como haciéndose eco de mi incredulidad a lo que estaba aconteciendo, desapareciendo posteriormente en dirección al horizonte, sin haber tenido hasta la fecha, ningún otro encuentro con él. Yo siempre suelo llevar una cámara fotográfica y una grabadora en mis bolsillos. Desafortunadamente, no pude fotografiarlo, aunque lo recordaré perfectamente el resto de mis días y lo que si pude es grabar los sonidos que emitía en sus movimientos. Pasado un rato hasta que me repuse de este fantástico encuentro, recogí los cristales que me había dejado y que desprenden la misma luz que él, y que, por su aspecto yo los llamó "criptonita", Carl Cox lo llama "Moco Radioactivo" y algunos "vedranita", aunque desconozco su composición.  Posteriormente, me puse en contacto con un amigo en Estados Unidos, que está interesado en este tipo de fenómenos y le conté lo sucedido. Él me pidió que le mandara la grabación para poder analizarla, ya que trabajaba con George Lucas en la producción de efectos espaciales para sus películas, tiene acceso a uno de los ordenadores más potentes del mundo, el "Deep Blue". Una vez procesada la grabación se encontró que los sonidos reproducen notas musicales con unas secuencias numéricas, de las que se descodifica el siguiente mensaje, "...En mi misión por el universo, buscando elementos que proyecten energías positivas, y ayudar a potenciarlas con esto que te he dejado y así equilibrar las fuerzas cósmicas, he observado que aquí, en vuestro planeta, hay unas entidades a las que llamáis DJs que tienen el don de combinar ritmos con notas musicales con los que congregan a su alrededor y entran en estado de armonía y buen rollo en unos bailes llenos de magia a muchos de tus congéneres, por lo que ahora tienes que darles a los mejores de estos DJs en sus distintas categorías de música de baile, unos trozos de esto y así poderme ayudar en esta misión que tengo encomendada....".   Y este es el motivo por el que tuve que ponerme a organizar los DJ Awards, pues de esta manera he conseguido el camino más lógico para poder acceder a los mejores DJs y una vez al año reunirlos en una gran fiesta para poderles entregar su trozo de "criptonita" pudiendo realizar así, el encargo de "mi amigo" "Snuffy".

## Historia
Los DJ Awards corren bajo la inspiración anual de una temática que ajusta los contenidos de producción gráfica al entorno de celebración de la ceremonia. En su primera edición en 1998, la ¨Llegada Extraterrestre¨, tema recurrente debido a la naturaleza del premio otorgado (un pedazo de criptonita) y a su mascota, el extraterrestre "Snuffy". En este primer año destacan ganadores como Erick Morillo en la categoría "House", Daft Punk en la categoría de Mejor banda de DJs, así como Fernandisco en la categoría de "Radio DJ".
En su segundo año se recurriría a la temática de los ¨Ritmos Tribales Africanos¨ como fuente de inspiración de los productores musicales. Destacaron la ampliación de categorías como "Ambient/Experimental" o "International DJ" y ganadores como Pete Tong, Roger Sánchez o Basement Jaxx siendo además Frankie Knuckles y Joe T. Vanelli los primeros ganadores en las categorías de "Outstanding Dedication" y "Outstanding Contribution" respectivamente. 
El año 2000 albergó la tercera ceremonia, esta vez bajo la temática de la ¨Inspiración mitológica de las Musas¨ y bajo una nueva limpieza de categorías, pasando a renombrar lo antes conocido como "Ambient/Experimental" a la categoría de "Chill Out" debido a la creciente corriente de producciones de ese estilo. Otras categorías y ganadores destacados de ese mismo año fueron Paul Oakenfold en "Trance", Sven Väth en "Techno" o la canción "Lady" de Modjo en la categoría de "Track of the season", entre otros. 
En el 2001, los progresos tecnológicos acontecidos en la industria no pasarían desapercibidos para la dirección de los premios, estableciéndose la temática "El hombre y la máquina" como punto de partida. Por segunda vez Erick Morillo en "House", acompañaría a otros ganadores como Mixmaster Morris en "Eclectic" o Carl Cox en "Techno", siendo "Revolution" de Superchumbo el ganador en la categoría de mejor producción. 
En 2002, ya la quinta edición de los premios, se recurre al tema del ¨Vinilo¨ como muestra romántica del comienzo de los DJs, en una época en la que se estandarizaría el formato CD. Entre los ganadores de ese año figuran nombres como Pete Tong en "Outstanding Contribution", Cafe Mambo como "Best Ibiza Bar", "It Just Wont Do" de Tim Deluxe como "Track of the Season" o Wally López como "Best Newcomer". 
En 2003 fue ¨La esencia del universo¨ la inspiración temática de la sexta edición y ganadores como Steve Lawler en "Techouse/Progressive", Junior Jack & Kid Crème en "Best Newcomer" (Ganadores a su vez del "Track of the Season" con "E-Samba") o la coronación de Manumission como mejor promotora, los que pondrían la nota de alegría en esta gala. 
2004 y ¨El sentido del hombre¨ verían coronarse a DJs de la talla de Trevor Nelson en "Urban", Tania Vulcano como "Best Ibiza Resident" o Shapeshifters con su track "Lola´s Theme" como "Track of the Season". La gala comenzaría con el vídeo de apertura "Made in Dixland: Searching Krypto" realizado por el DJ y productor español Nando Dixkontrol, vídeo que colaboraría a ser una de las imágenes más recordadas de las galas. 
Con este mismo espíritu y con el video "Made in Dixland: Ibizú", también a cargo de Nando Dixkontrol, comenzaría la ceremonia del 2005. Una ceremonia que celebraría el centenario de la creación de la ¨Válvula de vacío¨, uno de los primeros aspectos de los circuitos electrónicos primarios. Ferry Corsten en "Trance", Steve Angello como "Best Newcomer" o Cut Killer en "Hip Hop" serían algunos de los premiados destacados, siendo la concesión del DJ Award honorífico al argentino Alfredo Fiorito por su histórica carrera en la industria, uno de los momentos más especiales de ese año. 
En el año 2006 ¨La naturaleza¨ se abrió paso como temática y sirvió de excusa para premiar por partida doble a Bob Sinclar como mejor DJ de House así como la mejor canción de ese año por "World Hold On" junto a su vocalista Steve Edwards. Otro de los momentos especiales de ese año sería la concesión, tras tres intentos, del "Best Ibiza Resident"  a la Australiana Sarah Main por la mayor diferencia de votos de la historia, así como el "Outstanding Contribution" a Brasilio de Oliveira creador, entre otras cosas, de la fiesta "La Troya". 
2007 deparó la celebración el décimo aniversario, en este aniversario sería el año del ¨Tiempo¨.  Usando la referencia gráfica perteneciente al cuadro de Salvador Dalí "La persistencia de la memoria", se entregarían los premios a los DJs Cristian Varela en "Techno", Mucho Muchacho en "Urban DJ" así como David Guetta como "International DJ" entre otros.

El año 2008 celebraría bajo el grito de "No cambies el clima, cambia tú" con David Guetta como mejor DJ de House,  Valentín Huedo como mejor residente de Ibiza y coronando a Mark Knight & Funkagenda con el "Track of the Season" por "Man with The Red Face". 
La duodécima edición de los premios tuvo como protagonista a ¨Los sueños¨ en su temática. De nuevo Guetta en "House", Sven Väth en "Techno", Sasha en "Progressive House" o Michel Cleis por su tema "La Mezcla" en "Track of the Season" serían algunos de los premiados en un año que volvería a contar con la inclusión de más categorías. Otra de las novedades del 2009 fue la creación de la competición "Bedroom Dj competition" en colaboración con Dance4Life, que serviría como apoyo desde la organización a nuevos y desconocidos talentos. Estas promesas del Djing recibirían una clase magistral en el estudio de Café Mambo a cargo de un Dj internacional de resultar ganadores del concurso. La ganadora de esta primera edición resultó ser una joven malaya llamada Natasha que lograría cumplir su sueño de viajar a Ibiza para compartir clase con toda una leyenda del Trance, Paul Van Dyk.
Para el año 2010 la temática escogida fue ¨El agua¨ como elemento de la vida en un mundo plagado de sequías. Sería en este año cuando los Dj Awards alcanzarían la mayor madurez organizativa y de puesta en escena de su historia hasta ese momento. Las características tres pantallas de años anteriores bajo el logotipo de la discoteca Pacha serían sustituidas por una gran pantalla de leds en la que se anunciarían visualmente los ganadores a cargo del presentador de anteriores ediciones, Des Paul. Se incluirían los nombres de Steve Angello, Sebastian Ingrosso y Axwell (Swedish House Mafia) por partida doble como ganadores de la categoría "House" y "Mejor noche de Ibiza" con su promotora de los lunes en Pacha, "Masquerade Motel". Otro de los dobles triunfadores sería Deadmau5 que se alzaría con las categorías al mejor Dj de "Electro House" y mejor "Dj Internacional". Luciano en "Tech House", Loco Dice en "Minimal", Phonique en "Deep House", Van Buuren en "Trance" y Mixmaster Morris en "Downtempo" serían algunos de los nombres a destacar entre los ganadores, junto con el de Nima Gorji como mejor residente de la isla. 2010 también fue el año de Butch y su tema "No Worries", de "Kazantip Archivado el 14 de abril de 2012 en Wayback Machine." como mejor festival del planeta y de Pioneer como mejor proveedor de tecnología para los Djs. El momento emotivo de la gala 2010 corrió a cargo de Ibiza Sonica como ganadores de la categoría a mejor medio de comunicación, gracias a sus retransmisiones en directo desde las discotecas o su apoyo a los Djs residentes y productores afincados en la isla. Ese mismo año contaría con la actuación de la vocalista Nalaya Brown para dar paso a la fiesta "Seduction" capitaneada por Sebastián Gamboa y con la actuación especial de Louie Vega. La segunda edición de la competición "Bedroom Dj" haría, al hoy Dj y productor Letón SpinaFly, viajar hasta Ibiza para atender a la clase magistral impartida ese año por Mixmaster Morris y presenciar en directo la ceremonia dedicada al agua.
Para Dj Awards, el 2011 sería un año de continuidad en cuanto a la exitosa puesta en escena del año anterior. Se volvió a contar con la pantalla de leds y con Des Paul como maestro de ceremonias acompañado, esta vez, por Emma B. Si la temática de la anterior ceremonia estuvo representada por el agua, un año más tarde sería el fuego el protagonista de la gala como descubrimiento que cambiaría a la humanidad y a la historia de la civilización. Símbolo de inspiración y purificación, este fuego pretendía hacer entrar en calor a los asistentes a la noche del 27 de septiembre. A pesar de una atractiva temática que derivó en una gran identidad gráfica, los profundos cambios en la estructura derivarían a un nuevo cambio de categorías, introduciéndose "Eclectic House", "Urban", "Producer" o "Remixer" que asociados a los nombres de "2 Many Djs", "Cut Killer", "David Guetta" y "Afrojack" como respectivos ganadores y a la presencia de Paris Hilton como presentadora de algunas categorías, dieron una idea del nuevo giro comercial a seguir por los premios. Pese a la supresión de categorías underground de años anteriores como "Progressive House", "Minimal", "Breakthrough" o "Psychedelic Trance", todavía se pudo disfrutar de los veteranos apartados como "House", "Trance", "Techno", "Electro House", "Tech House", "International DJ" o "Deep House" que se llevarían  Axwell, Armin Van Buuren, Carl Cox, Deadmau5, Luciano, Van Buuren de nuevo y Jamie Jones & Kerry Chandler respectivamente. En el apartado "Downtempo" Nightmares on Wax, ilustre residente de la isla, se alzaría con la "criptonita" mientras Maya Jane Coles triunfaba en la categoría "Best Newcomer". En el apartado de "mejor residente de la isla", el ganador resultó ser el Dj de Amnesia Mar-T. Como colofón a una gran noche, uno de los más premiados en la historia de los Dj Awards, Carl Cox, sería honrado con otro galardón concedido a su noche "10 Years of Revolution at Space" y que recogería Pepe Roselló, propietario de Space, en su nombre. Premio compartido en ese año para la categoría de mejor track del año en donde “HUNGRY FOR THE POWER” de AZARI & III (JAMIE JONES REMIX) y “LADY LUCK” de JAMIE WOON (LUCIANO REMIX) se llevarían el galardón Ex aequo. Fruto de una serie de circunstancias imprevistas por la organización de los premios, se retrasaría para esta edición la elección del ganador de la "Bedroom Dj competition" que finalmente recaería sobre el británico Simon Ambrose. Este, voló a tierras ibicencas para reunirse con Mark Knight en los estudios de Mambo.
En los próximos meses se dará a conocer tanto la temática para el año 2012 como la selección de nominados y la fecha oficial de la próxima ceremonia.